# Hoplopheromerus podagricus
Hoplopheromerus podagricus là một loài ruồi trong họ Asilidae. Hoplopheromerus podagricus được Bezzi miêu tả năm 1914. Loài này phân bố ở vùng nhiệt đới châu Phi.